# Por Quem os Sinos Dobram (filme)
For Whom the Bell Tolls (br / pt: Por Quem os Sinos Dobram) é um filme norte-americano de 1943, do gênero drama, dirigido por Sam Wood. Foi filmado em Technicolor e o roteiro se baseia em romance homônimo de Ernest Hemingway, adaptado por Dudley Nichols. 
A primeira partitura completa de um filme americano a ser emitido em registros foi a música de Victor Young para For Whom the Bell Tolls.

## Sinopse
Brigadista americano perito em explosivos se envolve na guerra civil espanhola e conhece seu grande amor.

## Elenco
- Gary Cooper .... Robert Jordan
- Ingrid Bergman .... Maria
- Katina Paxinou .... Pilar
- Akim Tamiroff .... Pablo
- Arturo de Córdova.... Agustín
- Vladimir Sokoloff .... Anselmo
- Mikhail Rasumny .... Rafael
- Fortunio Bonanova .... Fernando
- Eric Feldary .... Andrés
- Victor Varconi .... Primitivo

## Principais prêmios e indicações
Oscar 1944 (EUA)
- Venceu na categoria de melhor atriz coadjuvante (Katina Paxinou).
- Indicado na categoria de melhor ator (Gary Cooper), melhor ator coadjuvante masculino (Akim Tamiroff), melhor atriz (Ingrid Bergman), melhor diretor de arte, melhor fotografia colorida, melhor edição, melhor canção e melhor filme.

Globo de Ouro 1944 (EUA)
- Venceu na categoria de melhor ator coadjuvante (Akim Tamiroff) e melhor atriz coadjuvante (Katina Paxinou).